# Aquileo Parra
Pour les articles homonymes, voir Parra  (homonymie).
Aquileo Parra, né le 12 mai 1825 à Barichara (Colombie) et mort le 4 décembre 1900 à Pacho, est un homme d'État et ancien président des États-Unis de Colombie.